# Distrikt Koboko
Koboko ist ein Distrikt in Norduganda. Die Hauptstadt des Distrikts ist Koboko.

## Lage
Der Distrikt Koboko grenzt im Norden an den Südsudan, im Osten an den Distrikt Yumbe, im Süden an den Distrikt Maracha und im Westen an die Demokratische Republik Kongo.

## Demografie
Die Bevölkerungszahl wird für 2020 auf 258.000 geschätzt. Davon lebten im selben Jahr 25 Prozent in städtischen Regionen und 75 Prozent in ländlichen Regionen.
| Zensusjahr | Einwohnerzahl |
| ---------- | ------------- |
| 1991       | 62.337        |
| 2002       | 129.148       |
| 2014       | 206.495       |